# Enrico Baj
Enrico Baj, född 31 oktober 1924 i Milano, död 15 juni 2003 i Vergiate, var en italiensk bildkonstnär (målare, grafiker och skulptör) och författare. Han debuterade med målningar i nonfigurativ stil, men övergick under 1960-talet alltmer till assemblagekonst. Mest kända är hans vitsiga, ofta ironiska collage, föreställande ordensprydda personer, generaler och liknande.
Många av hans verk vittnar om en upptagenhet av kärnvapenkrig. Han stod surrealismen nära, och dadaismen. Han närmade sig senare den avantgardistiska Cobrarörelsen och har som författare beskrivits som en ledande förespråkare för denna. Han samarbetade bland annat med Umberto Eco och hade ett långvarigt intresse för patafysik.

## Biografi
Enrico Baj föddes i Milano i en välbärgad familj, men lämnade tillfälligt Italien 1944 efter en konflikt med myndigheterna sedan han vägrat värnplikt. Han studerade senare juridik vid Milanos universitet och konst på konsthögskolan Accademia di Brera.
År 1951 grundade han Arte Nucleare-rörelsen tillsammans med Sergio Dangelo, som till skillnad från den abstrakta konsten var öppet politisk. Baj själv var engagerad i anarkiströrelsen. Hans mest kända pjäs är förmodligen ”Generaler” – absurda karaktärer gjorda av upphittade föremål som remmar eller medaljer.
Han gjorde flera verk med motiv från andra konstnärer, från Leonardo da Vinci till Picasso. Ibland återskapade han hela verk av andra konstnärer.
År 1972 förbjöds offentlig visning av ett större verk, Funerali dell'anarchico Pinelli (med referens till Carlo Carràs berömda målning Begravning av den anarkistiske Galli från 1911) efter att mordet på en polis tros ha berott på Giuseppe Pinellis död i häktet. Men han fortsatte sin politiska verksamhet.
År 1989 skapade han trettio marionetter för Le Bleu-blanc-rouge et le noir, en opera av den italienske kompositören Lorenzo Ferrero på ett libretto av Anthony Burgess, skriven till 200-årsdagen av franska revolutionen. Under sina sista år skapade han en serie målningar i protest mot valet av Silvio Berlusconi. Han dog i Vergiate i Italien.

Verk av Enrico Baj i hans ateljé 1960
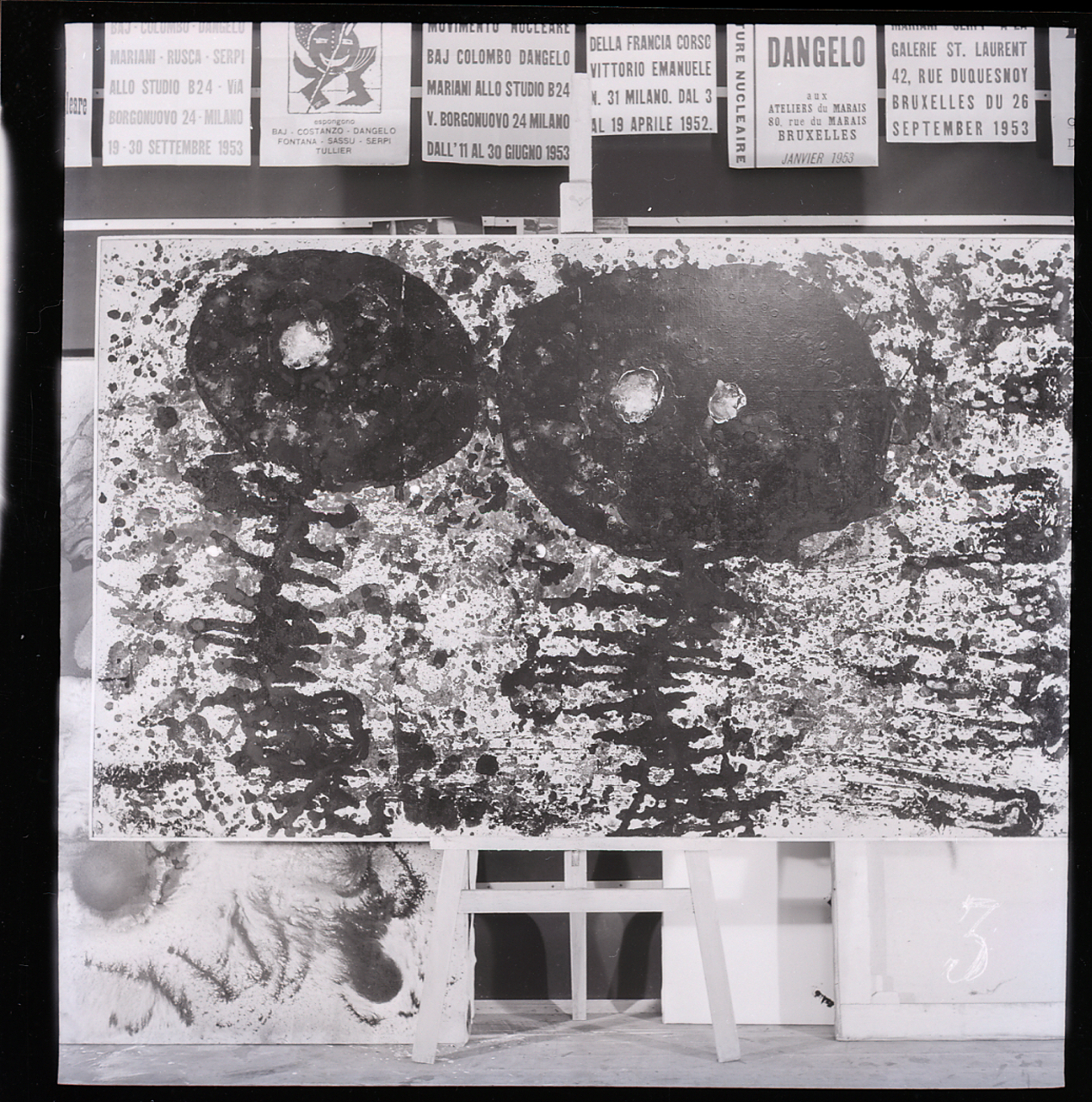